# Trombocitemia essencial
A Trombocitemia Essencial (TE), ou trombocitemia primária é uma doença hematológica caracterizada por trombocitose persistente. 
Para seu diagnóstico devem ser excluídas causas reacionais (secundárias a outras condições) e também não deve estar associada com outras doenças mieloproliferativas ou síndrome mielodisplásica.
É um diagnóstico de exclusão e pode ser biologicamente heterogênea.